# Arrondissement de Colobane
Das Arrondissement de Colobane ist eines von den zwei Arrondissements, in die das Département Gossas als Teil der Region Fatick gegliedert ist. Das Arrondissement umfasst zwei Gemeinden (Communes). Die Unterpräfektur als Sitz des Arrondissements liegt in der Gemeinde Colobane.

## Geografie
Das Arrondissement liegt als Teil des Erdnussbeckens im zentralen Westen Senegals. Es umfasst den Osten des Départements und hat eine Fläche von 787,60 km².

## Bevölkerung
Die Daten des Arrondissements und seiner Gemeinden (Communes) sind der Fläche und den letzten Volkszählungen nach wie folgt zusammengestellt:
| Commune        | Fläche km² | Einwohner 2013 | Einwohner 2023 |
| -------------- | ---------- | -------------- | -------------- |
| Colobane       | 411,600    | 18.310         | 21.341         |
| Mbar           | 376,000    | 27.301         | 36.318         |
| Arrondissement | 787,600    | 45.611         | 57.659         |